# Addicted (sorozat)
Az Addicted (kínaiul: 上瘾; pinyin: Shàngyǐn; ismeretes még mint Heroin) egy 2016-os internetes sorozat, amely Chai Jidan közel azonos című (你丫上瘾了) művén alapszik. A sorozat két tizenhat éves kamasz, Gu Hai és Bai Luo Yin történetét dolgozza fel, akik között a társadalmi különbségek és személyes múltbéli események következtében szoros kapcsolat alakul ki. 2016. január 29-én kezdték sugározni heti három résszel egészen 2016. február 23-ig, amikor a kínai hatóságok betiltották. A sorozat átütő sikereket ért el, valamint nagyon alaposan boncolgatta a Kínában tabunak számító homoszexualitást.
A felvételek 2015. november 30-án kezdődtek Pekingben és még ugyanazon év december 23-án be is fejeződtek. Elsőfilmes rendező és szereplőgrda lévén a sorozat költségvetése rendkívül alacsony, alig 5 millió jüan (kb. 234 millió forint) volt, ezért a stáb a legtöbb esetben saját készítésű kellékeket, ruhákat használt.

## Történet
Bai Luo Yin egészen fiatal kora óta él szerető apjával és beteg nagyanyjával. 16 éves korában az anyja ismét megházasodott és hozzáment egy magas rangú katonai tiszthez. Anyja halála miatt Gu Hai neheztel apjára. A sors fintora által a két "féltestvér" egyazon osztályba kerül egy pekingi középiskolában anélkül, hogy ismernék a közös szálaikat. Idővel különös érzelmek alakulnak ki közöttük, amikhez két osztálytársuk You Qi és Yang Meng is hozzájárulnak.

## Szereplők
| Színész                     | Szerep      | Leírás                                            |
| --------------------------- | ----------- | ------------------------------------------------- |
| Huang Jingyu (Johnny Huang) | Gu Hai      | Főszereplő, Gu Wei Ting fia, Bai Luo Yin szerelme |
| Xu Weizhou (Timmy Xu)       | Bai Luo Yin | Főszereplő, Jiang Yuan fia, Gu Hai szerelme       |
| Fengsong Lin                | You Qi      | Osztálytárs                                       |
| Chen Wen                    | Yang Meng   | Osztálytárs, Bai Luo Yin gyerekkori barátja       |
| Song Tao                    | Bai Han Qi  | Bai Luo Yin apja                                  |
| Wang Dong                   | Gu Wei Ting | Gu Hai apja                                       |
| Liu Xiao Ye                 | Jiang Yuan  | Bai Luo Yin anyja, Gu Hai nevelőanyja             |
| Wang Yu                     | Gu Yang     | Gu Hai unokatestvére                              |
| Lou Qing                    | Jin Lu Lu   | Gu Hai volt barátnője                             |
| Zhou Yutong                 | Shi Hui     | Bai Luo Yin volt barátnője                        |

## Fogadtatás
2016. január 29-én a sorozat első részének premierjét követő 24 órán belül több mint 10 millióan látták, ezzel beállítva a legmagasabb első napi nézettséget a kínai streaming sorozatok történetében. Kevesebb mint egy hónap alatt több mint 100 millióan látták, ezzel az iQiyi csatornán a legnézettebb műsor lett.
A sorozat felkapott téma lett a Weibo-n és más közösségi oldalakon. A kínai neve (上瘾 Shàngyǐn) egy héten belül több mint 3,9 milliószor lett megemlítve, a hashtagjét pedig több mint 840 milliószor látták. A négy főszereplő, különösen Huang és Xu a képernyőn lévő szereplésük és az egyéb fellépéseik miatt nagy számú követőket szerzett, különösen olyanokat, akik a fiúkat a valós életben is szerelmes párként látták.

## Cenzúra
Az átütő siker ellenére 2016. február 23-án a sorozat minden epizódját minden felületről eltávolíttatta a Nemzeti Rádiós és Televíziós Hatóság (国家广播电视总局) a meleg tartalmak miatt. Ezután a sorozat elérhetetlenné vált a kínai nézők számára, nem kis felháborodást keltve ezzel. Néhány nappal később az évad utolsó 3 része a disztribútor YouTube csatornájára került feltöltésre.
A sorozat cenzúrája kritikákat, kérdéseket és vitákat váltott ki a tabu témáknak számító homoszexualitásról és az LMBT-közösség elfogadásáról. A Weibo platformon az ilyen beszélgetéseket a törlést követő első napon több mint 110 millióan olvasták. A The Wall Street Journal és a Time is cikket közölt a betiltásról.
A sorozat megszűnésének ellenére a két főszereplő népszerűsége továbbra is nagyon magas volt: interjúkat készítettek velük, magazinokban jelentek meg együtt. 2016. április 17-én napvilágot látott, hogy a tervezett második évadot végleg törölték, illetve megtiltották a két főszereplőnek, hogy együtt mutatkozzanak a jövőben. A különböző kibeszélős TV műsorokban lévő szerepléseik soha nem kerültek adásba. Szintén azon a napon egy közönségtalálkozón Thaiföldön, amikor a két fiú egymáshoz közel kerültek, a biztonságiak gyorsan szétszedték őket. Ez volt az utolsó közös megjelenésük. Mindezek ellenére a hatóság soha nem adott ki hivatalos közleményt ezekről. Az eltiltás miatt Xu egy jó ideig nem is vállalt semmilyen munkát.

## Utóélet
2019. június 21-én a sorozat írója egy Weibo bejegyzésben közölte, hogy a második évadot elkezdték forgatni Tajvanon. A pletykák szerint a szereplőgárda megváltozott. 2021 májusában a sorozat részeit a hivatalos YouTube csatornán több mint 24 millióan látták, ezzel továbbra is a legnézettebb kínai BL sorozat.

## Fordítás
Ez a szócikk részben vagy egészben  az   Addicted (web series) című angol Wikipédia-szócikk fordításán alapul.  Az eredeti cikk szerkesztőit annak laptörténete sorolja fel. Ez a jelzés csupán a megfogalmazás eredetét és a szerzői jogokat jelzi, nem szolgál a cikkben szereplő információk forrásmegjelöléseként.

## Külső hivatkozások
- Hivatalos Weibo oldal (kínaiul)
- Hivatalos YouTube csatorna